# Ivan Alexandre Cruz Rosário
Ivan Jorge da Cruz Lopes (São Vicente, 3 de maio de 1993) é um futebolista profissional cabo-verdiano que atua como guarda-redes.

## Carreira
Ivan representou o elenco da Seleção Cabo-Verdiana de Futebol no Campeonato Africano das Nações de 2015.